# Fumaria rupestris
Fumaria rupestris är en vallmoväxtart. Fumaria rupestris ingår i släktet jordrökar, och familjen vallmoväxter.

## Underarter
Arten delas in i följande underarter:
- F. r. bifrons
- F. r. calycina
- F. r. micranthifolia
- F. r. pulchra
- F. r. rupestris